# Hypocrita hermaea
Hypocrita hermaea là một loài bướm đêm thuộc phân họ Arctiinae, họ Erebidae.